# Poética de Luzán
La Poética de Luzán, es un extenso tratado sobre teoría literaria, dividido en cuatro libros, escrito por Ignacio de Luzán y publicado por primera vez en Zaragoza en 1737 con el nombre La Poética o Reglas de la Poesía en general y de sus principales especies.
En esta obra Luzán tuvo la intención de plasmar exhaustivamente todas las reglas de la poesía abarcando todos sus géneros: épica, lírica y dramática.
La Poética de Luzán tuvo una notable influencia en su época y es considerada una de las obras más representativas de la literatura española de la Ilustración.
La obra primeramente se escribió en italiano y posteriormente fue reescrita en español y ampliada para la edición de 1737.
Póstumamente se publicó una segunda edición en 1789 en la que se aprecian varias diferencias, generalmente aceptadas como correcciones a la obra que el propio autor realizó en vida, aunque con algunas dudas por parte de algunos autores.

### Primera versión
Mientras Luzán se encontraba en Italia escribió Ragionamenti sopra la Poesia (en idioma italiano). Esta obra no fue editada, pero sí leída en forma de seis discursos, ante la Academia del canónigo Pantó, en Palermo en 1728. Según el hijo de Luzán (que también fue su biógrafo) esos discursos fueron el primer borrador de la Poética, que luego serían reescritos y ampliados para la edición finalmente publicada en 1737.

### Influencias
En su momento se señaló a Luzán como un continuador de las poéticas francesas, lo cual es negado rotundamente por Marcelino Menéndez y Pelayo, quien dice que tales supuestos ya han sido refutados «fuera de toda duda» por autores tales como Leopoldo de Cueto y Francisco Fernández y González, y que también «basta abrir el libro» para confirmar que la Poética de Luzán refleja exclusivamente el pensamiento de las Academias de Nápoles y Palermo, siendo el clasicismo italiano su principal influencia y no las obras francesas de Boileau ni de otros clásicos franceses.

## La obra

### Libro I
«Del origen, progresos y esencia de la Poesía»

Según Luzán la poesía en la antigüedad se originó a partir de las canciones pastoriles, para luego ampliarse en sus temáticas y dar origen a la épica, la lírica, la tragedia y la comedia. La 'poesía vulgar' (según la denominación utilizada por Luzán) habría nacido en Sicilia y Provenza luego de las invasiones bárbaras, y tiempo después llegado a España.
Sobre la esencia de la poesía, recalca la necesidad de escribirla en verso, así como las distintas formas de imitar a la naturaleza. Sobre su finalidad considera que podría ser un instrumento útil como «arte subordinado a la moral y la política», o como «entretenimiento y diversión», o bien la combinación de ambas finalidades en obras de carácter didáctico.

### Libro II
«De la utilidad y el deleite de la Poesía»

Según Luzán la poesía sirve para introducir disfrazadas a través del deleite las máximas filosóficas y «logra con estratagema lo que otras ciencias no pueden lograr con guerra abierta», pues si no fuera así la poesía sólo serviría para enseñar elegancia y elocuencia. Establece también la diferencia entre filosofía y poesía en que la primera está dirigida al entendimiento, mientras la segunda al corazón.
Para Luzán «la luz y resplandor de la verdad» constituyen la belleza de la poesía, aunque en forma similar a Aristóteles afirma que la verdad poética puede ser superior a la verdad histórica.
Según Marcelino Menéndez y Pelayo la Poética de Luzán es una de las primeras en incluir un capítulo «De la belleza en general, y de la belleza de la poesía, y de la verdad». Uno de los principales méritos que atribuye a Luzán es el haber emprendido un estudio racional y metafísico sobre la Belleza, asunto tratado hasta entonces de forma puramente empírica por la mayoría de los autores.
En el libro II también se examina, con abundantes ejemplos de poetas españoles, la utilidad de los diversos géneros, y de paso se aprovecha para alabar a estos poetas por no abusar de una lírica lasciva. También recalca Luzán la importancia de la naturalidad, aunque sin menospreciar las figuras retóricas y las imágenes fantásticas. Realiza además un análisis sobre lo que considera el buen estilo poético, y un estudio sobre los metros más empleados en la versificación.

### Libro III
«De la tragedia y comedia y otras poesías dramáticas»

En este libro Luzán trata sobre la poesía dramática, género al cual Luzán se muestra especialmente favorable por contener dos de las principales especies de la poesía, como son la tragedia y la comedia. Luzán considera la que la principal característica de la tragedia es la acción, en la cual el poeta se esconde dejando hablar a los protagonistas. Considera a la comedia como una excelente forma de entretener al pueblo, aunque advierto sobre el peligro de las malas comedias que suelen fomentar el vicio. En múltiples aspectos Luzán coincide con las ideas fundamentales del teatro clásico griego (expresadas en gran parte por Aristóteles en su Poética), tales como la importancia de la verosimilitud sobre lo verdadero, y la regla de las tres unidades: unidad de tiempo, espacio y acción.
También comenta sobre la escenografía, recomienda no pasar de cuatro personas en escena (aunque tampoco que el escenario quede vacío), y desaconseja la utilización de música durante las representaciones.
Luzán no simpatiza con el personaje del «gracioso», por considerarlo demasiado próximo a un bufón.
El capítulo XV está destinado a analizar y reprender los defectos comunes del teatro barroco español, y a contracorriente de sus incondicionales admiradores Luzán se constituye en su principal crítico, por lo mismo este capítulo es el que más polémicas ha generado. Entre los principales defectos señalados por Luzán están: la falta de las tres unidades, errores contra la historia y la geografía, errores de sintaxis, hinchazones, exageraciones, expresiones agudas puestas de boca de personajes poco propicios (como por ejemplo criados) y por tal no verosímiles. Además Luzán reprueba los argumentos mitológicos, sin gustarle tampoco las de temática cristiana.
En la segunda edición de 1789 las críticas hacia los dramaturgos célebres españoles, especialmente hacia Lope de Vega, se ven aumentadas por el añadido de dos nuevos capítulos: «De la poesía dramática española, su principio, progresos y estado actual» y «Sobre las reglas que se supone hay para nuestra poesía dramática». En ellos Luzán comenta y refuta detalladamente el Arte nuevo de hacer comedias, obra célebre de Lope de Vega, la cual es reproducida íntegramente en el libro. No obstante lo anterior Luzán no deja de reconocer la grandeza de Lope de Vega y es profuso en halagos a su persona, pero lamenta que un genio de su altura se haya apartado de la tradición clásica y los preceptos aristotélicos sobre el teatro.
El último capítulo trata sobre la tragicomedia a la cual considera Luzán un «nuevo monstruo», y sobre la égloga que incluye dentro de la poesía dramática por su carácter dialogado.  Según Luzán los fines de la comedia y la tragedia son incompatibles, por lo que al intentar unirlos a través de la tragicomedia sólo se consigue malograr ambas finalidades sin poderse aprovechar ninguna.

### Libro IV
«De la naturaleza y definición del poema épico»

En el libro IV Luzán se ocupa de la epopeya, sus fines y aspectos más importantes, así como también del metro más apropiado. Califica a las obras de Homero y Virgilio como los mejores ejemplos de epopeyas.
Entre los asuntos principales que hacen a la naturaleza de una epopeya menciona: «una acción grande y noble, personas ilustres y esclarecidas, como reyes, héroes, etc; la instrucción moral a donde deben tirar y parar todas las líneas de la epopeya, como a su blanco y fin principal, y finalmente el modo verosímil, admirable y deleitoso, con que se debe hacer la imitación de la acción».
Sobre los personajes de la epopeya dice también que pueden ser tanto mortales como inmortales, y que pueden ser incluidos tanto los dioses y personajes de la antigüedad clásica, como también personalidades propias del cristianismo.

## Valoraciones críticas
Marcelino Menéndez y Pelayo calificó a La Poética de Luzán con las siguientes palabras:

En su línea, y como expresión teórica del pensamiento de una escuela, La Poética de Luzán no ha sido superada, ni rectificada, ni añadida, como tampoco lo ha sido la Retórica de Mayáns y Siscar, pudiendo estimarse ambos libros como las dos columnas de la preceptiva literaria del siglo XVIII.
«Historia de las ideas estéticas en España. Siglo XVIII»

## Ediciones modernas
A pesar de ser considerada una de las obras sobre teoría literaria más importantes de España, las ediciones modernas han sido pocas y con frecuencia raras:
- La de Luigi de Filippo en Selecciones bibliófilas (1956) OCLC 474315050, de la que se editaron sólo 300 ejemplares.[21]
- La de Isabel M. Cid de Sirgado por Editorial Cátedra (1974), (ISBN 8437600316 - ISBN 9788437600314)
- Y las de Russell P. Sebold: 
  - De 1977 por Editorial Labor (ISBN 8433581341 - ISBN 9788433581341)
  - Y de 2008 por Editorial Cátedra (ISBN 8437624800 - ISBN 9788437624808)